# قاضی‌کوی
قاضی‌کوی (ترکی استانبولی: Kadıköy) از ناحیه‌های قسمت آسیایی استانبول که در استان استانبول از ناحیه مرمره قرار گرفته است. طبق آخرین سرشماری به سال ۲۰۱۲ میلادی این ناحیه ۵۲۱٬۰۰۵ نفر جمعیت دارد.

## نگارخانه

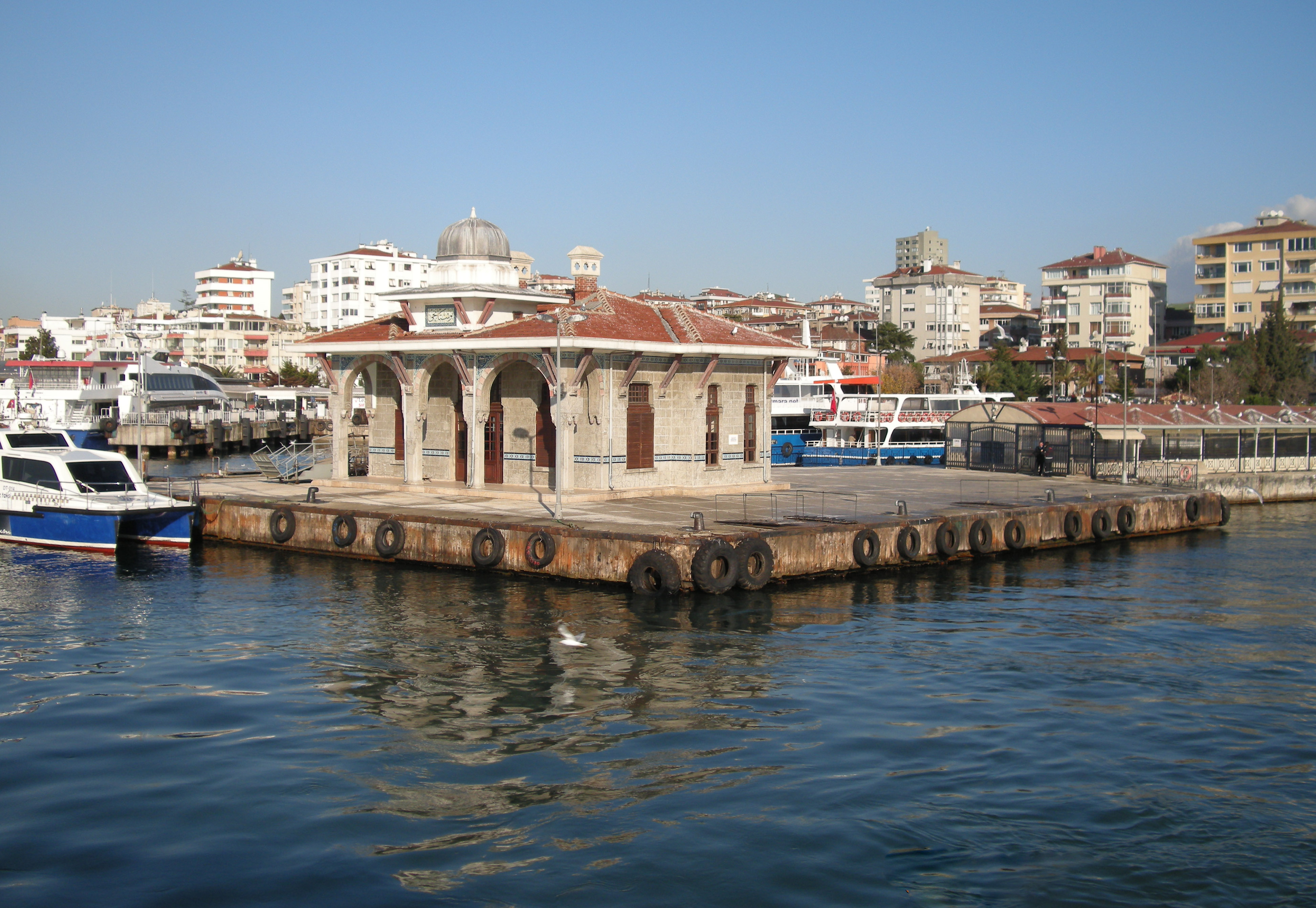
اسکله بوستانجی
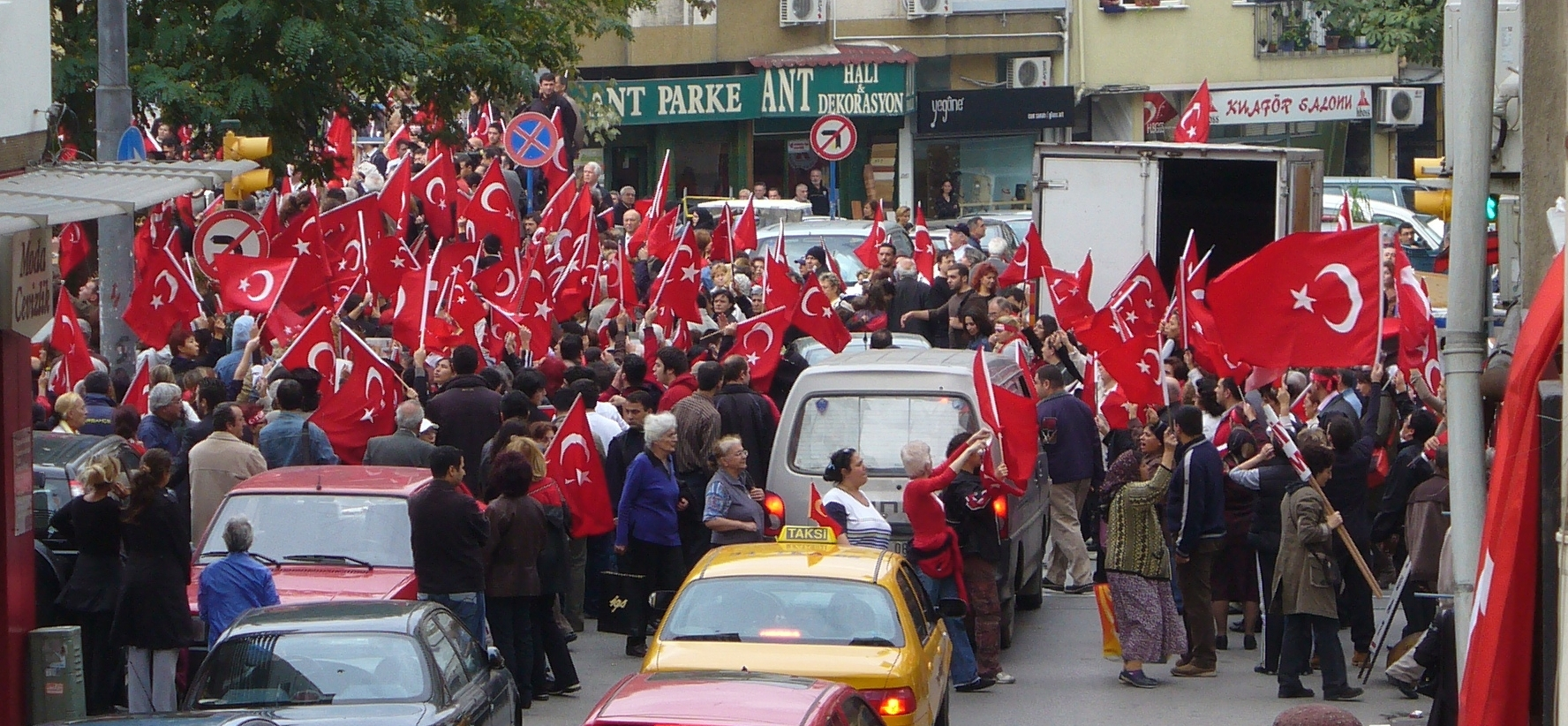
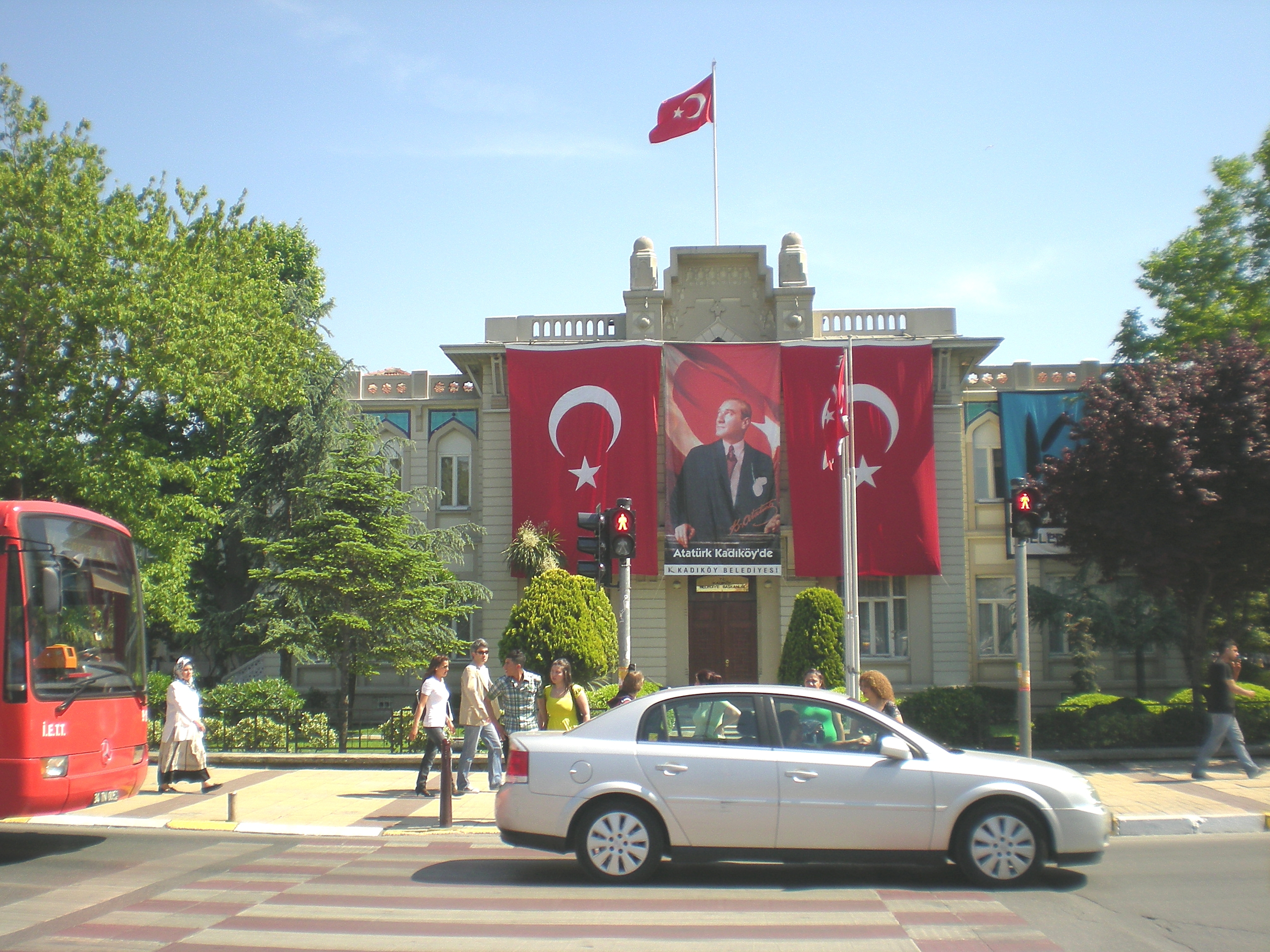
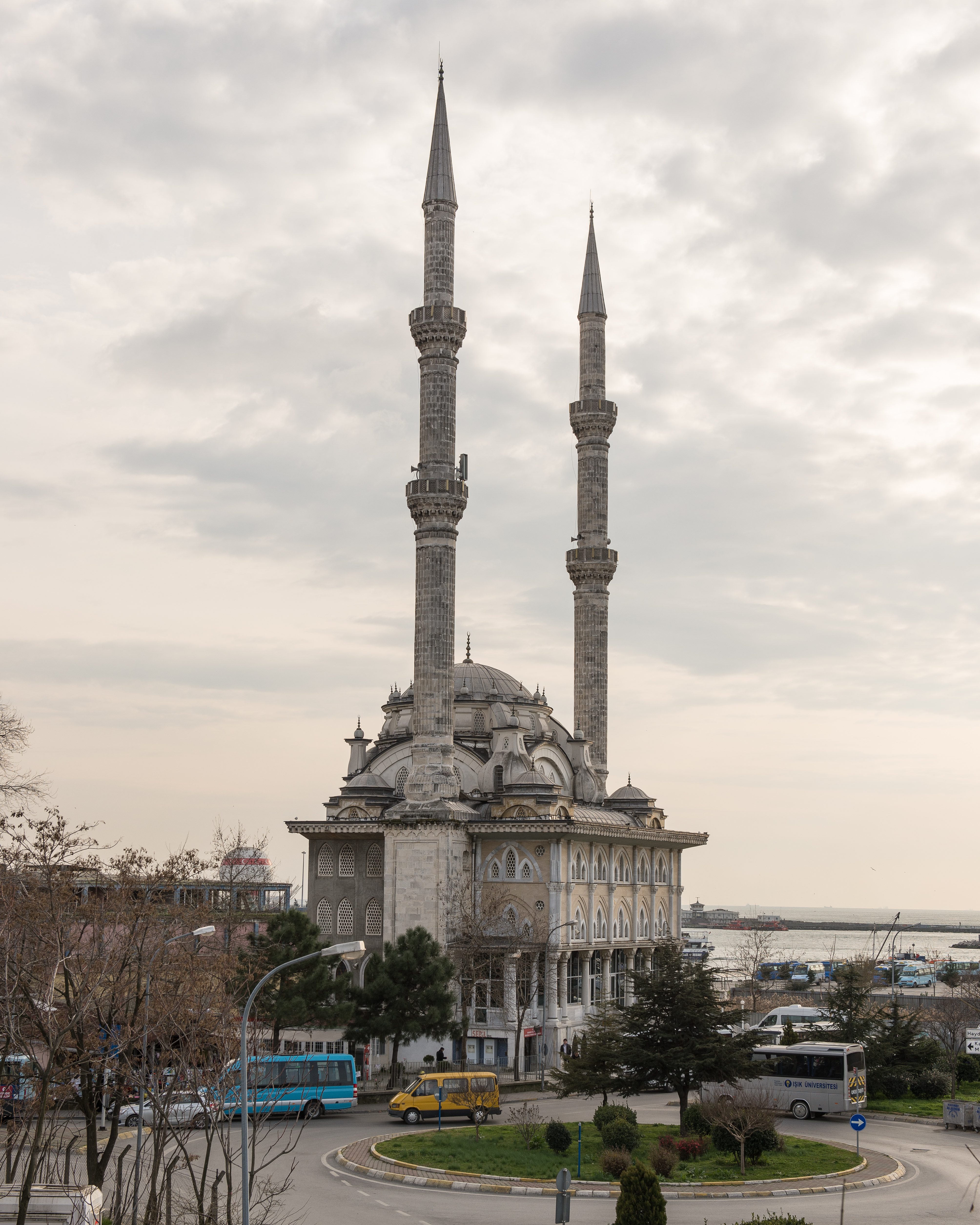
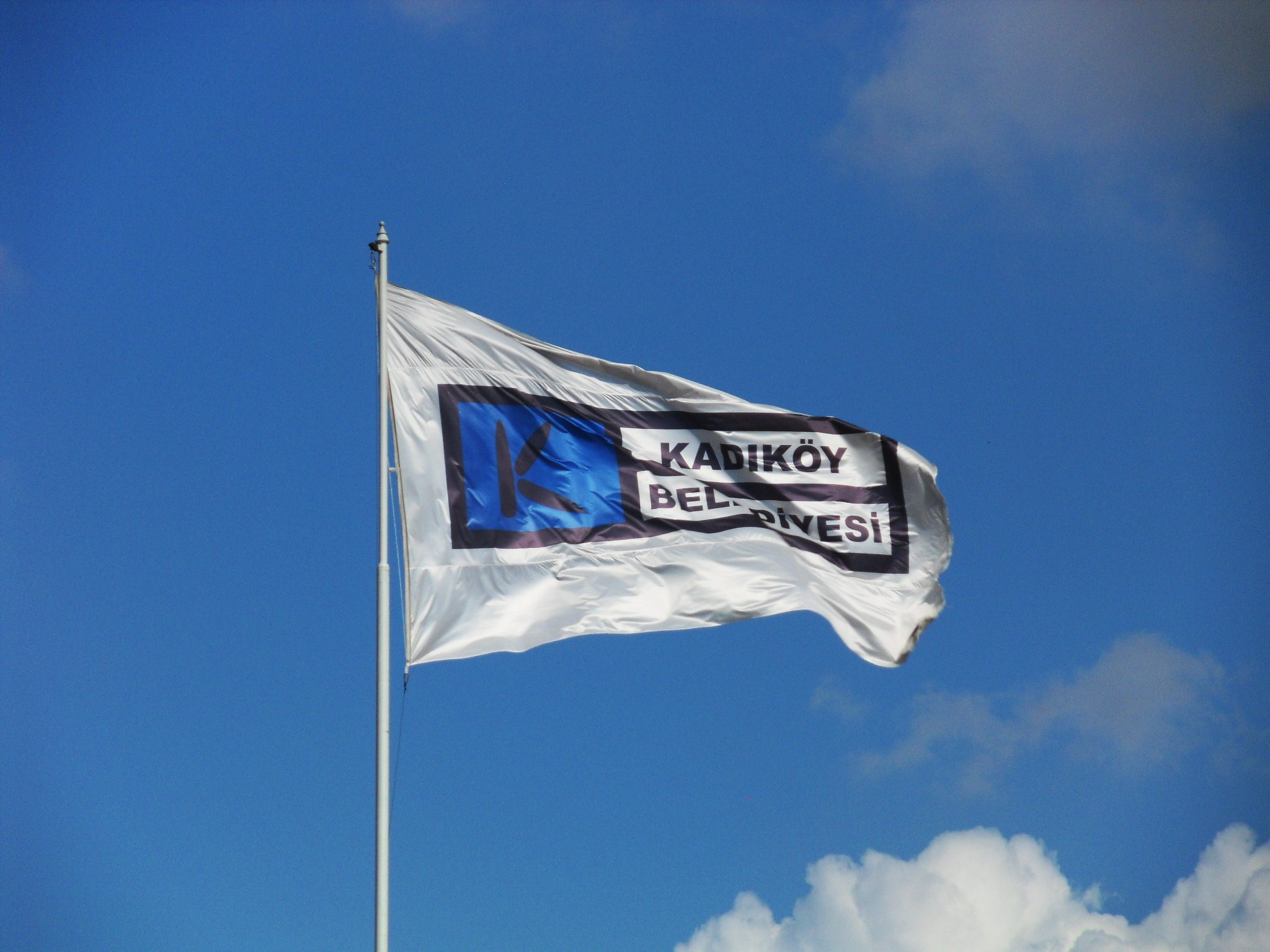
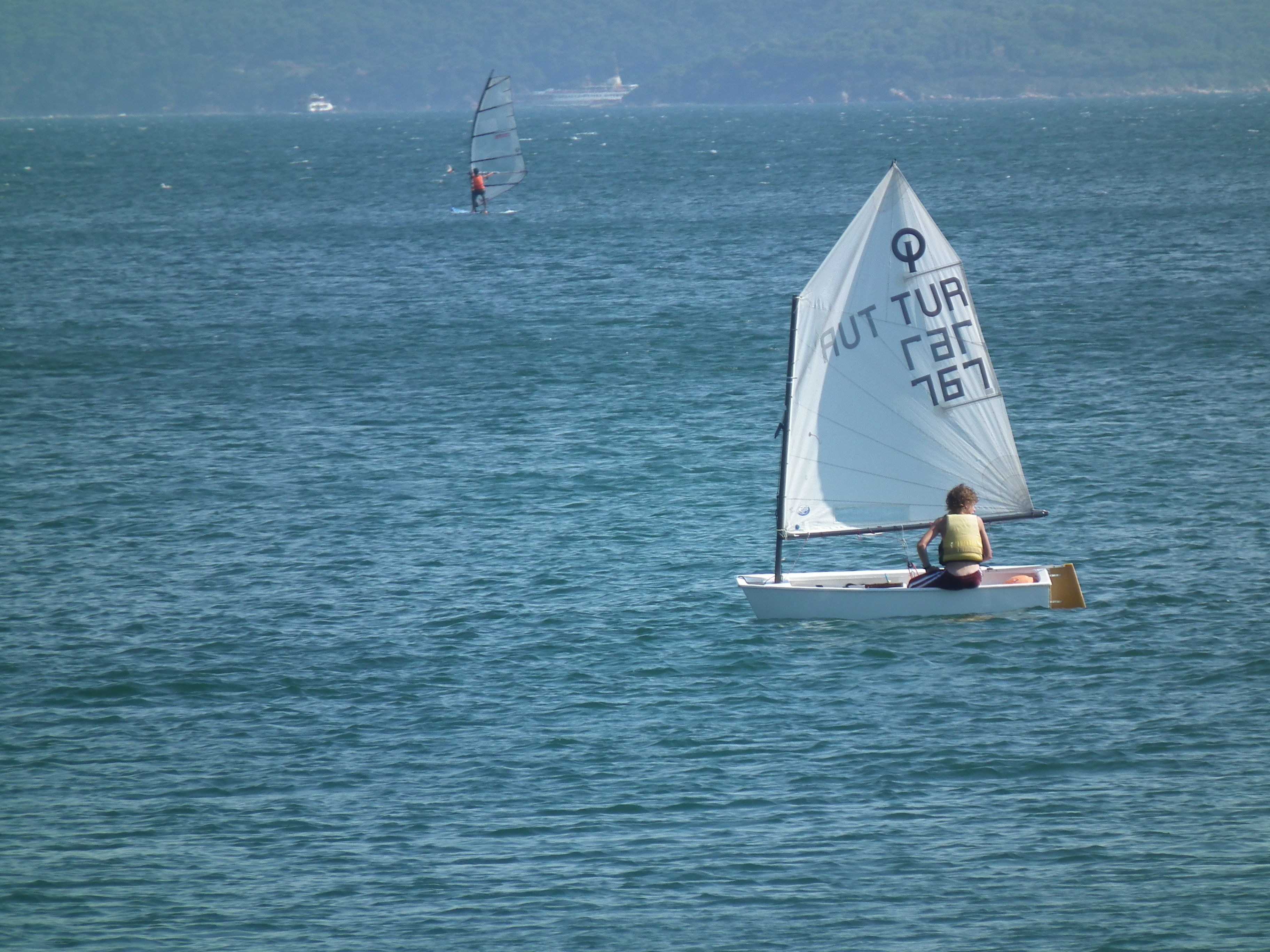
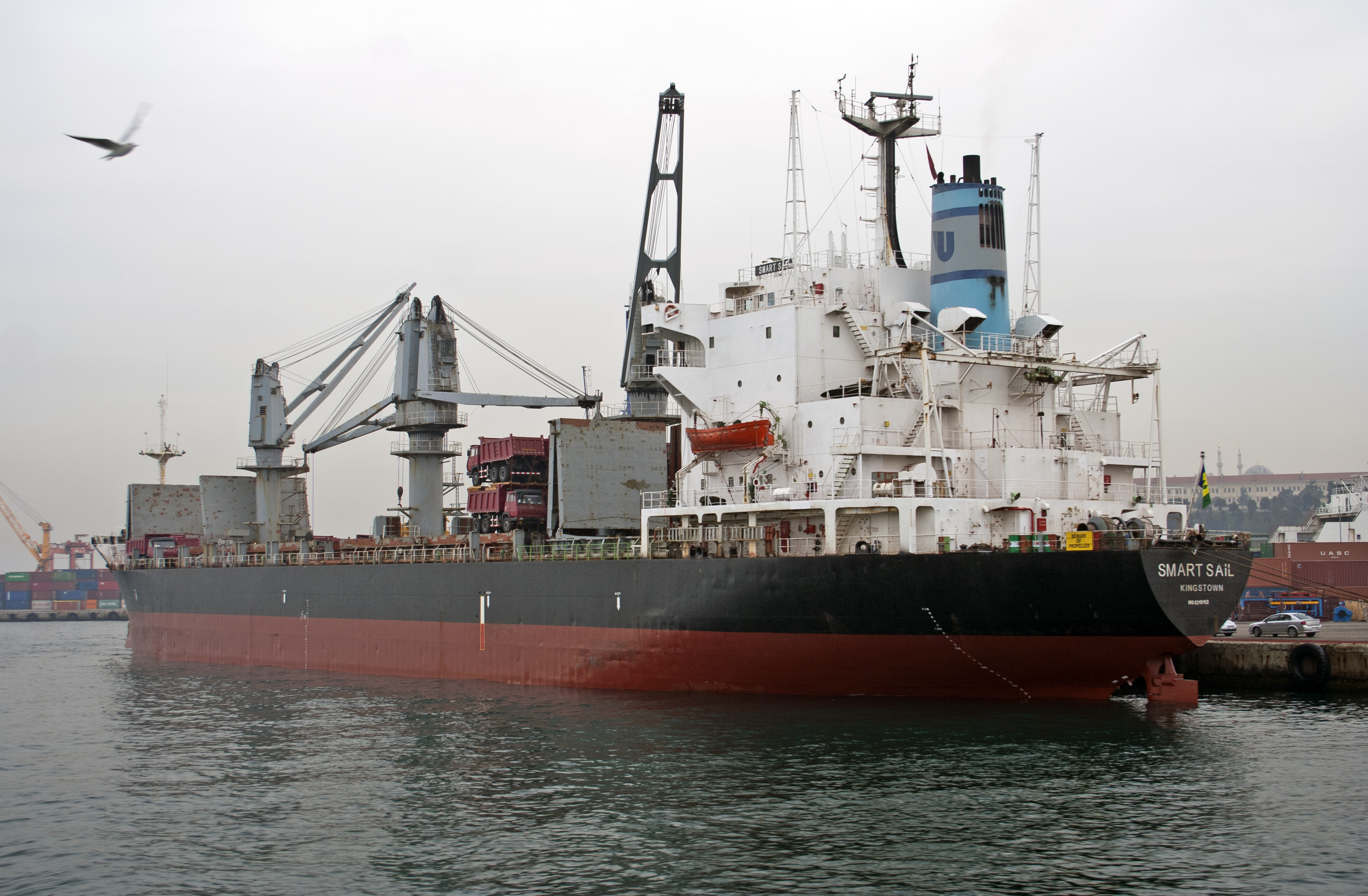
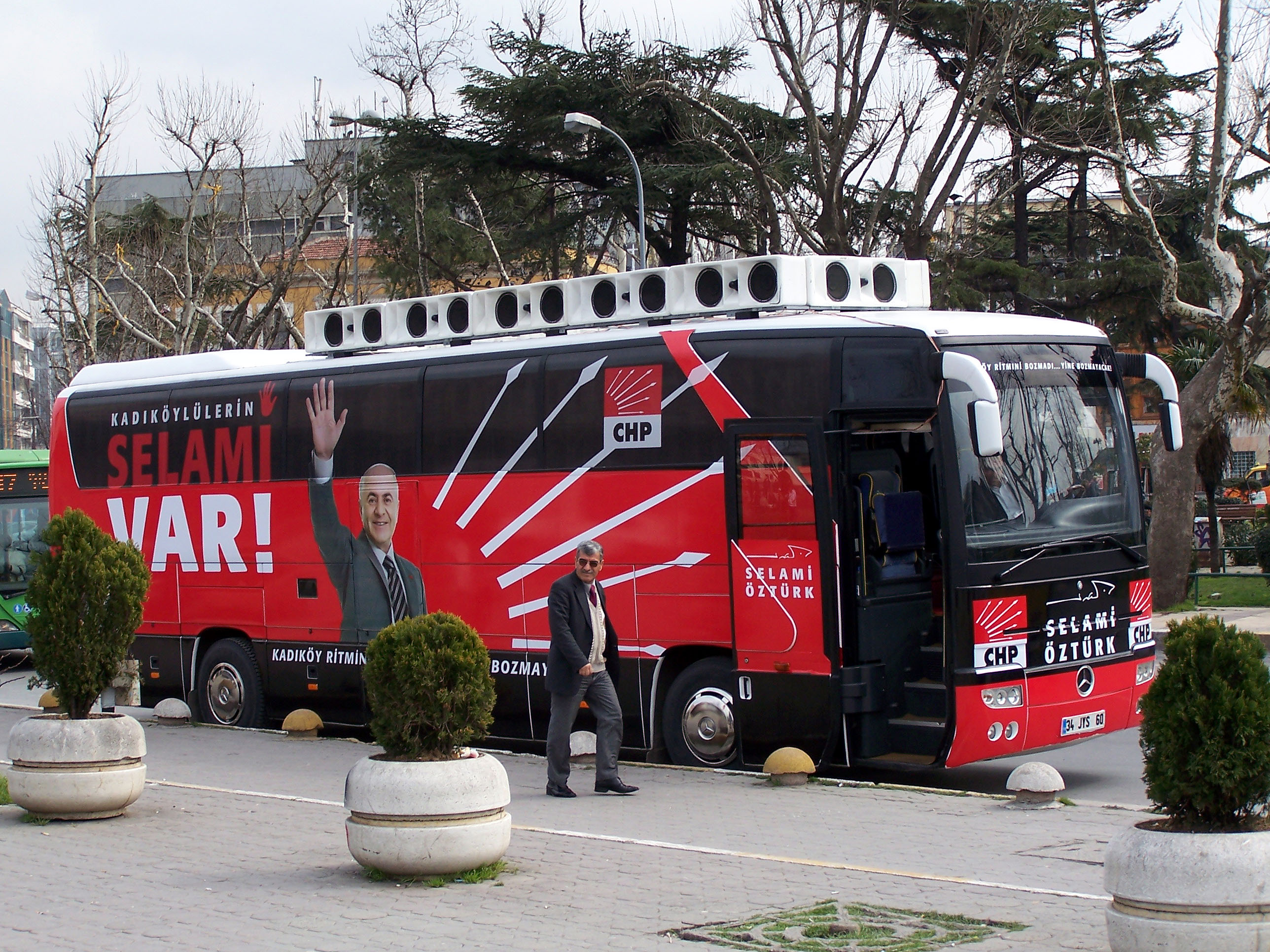
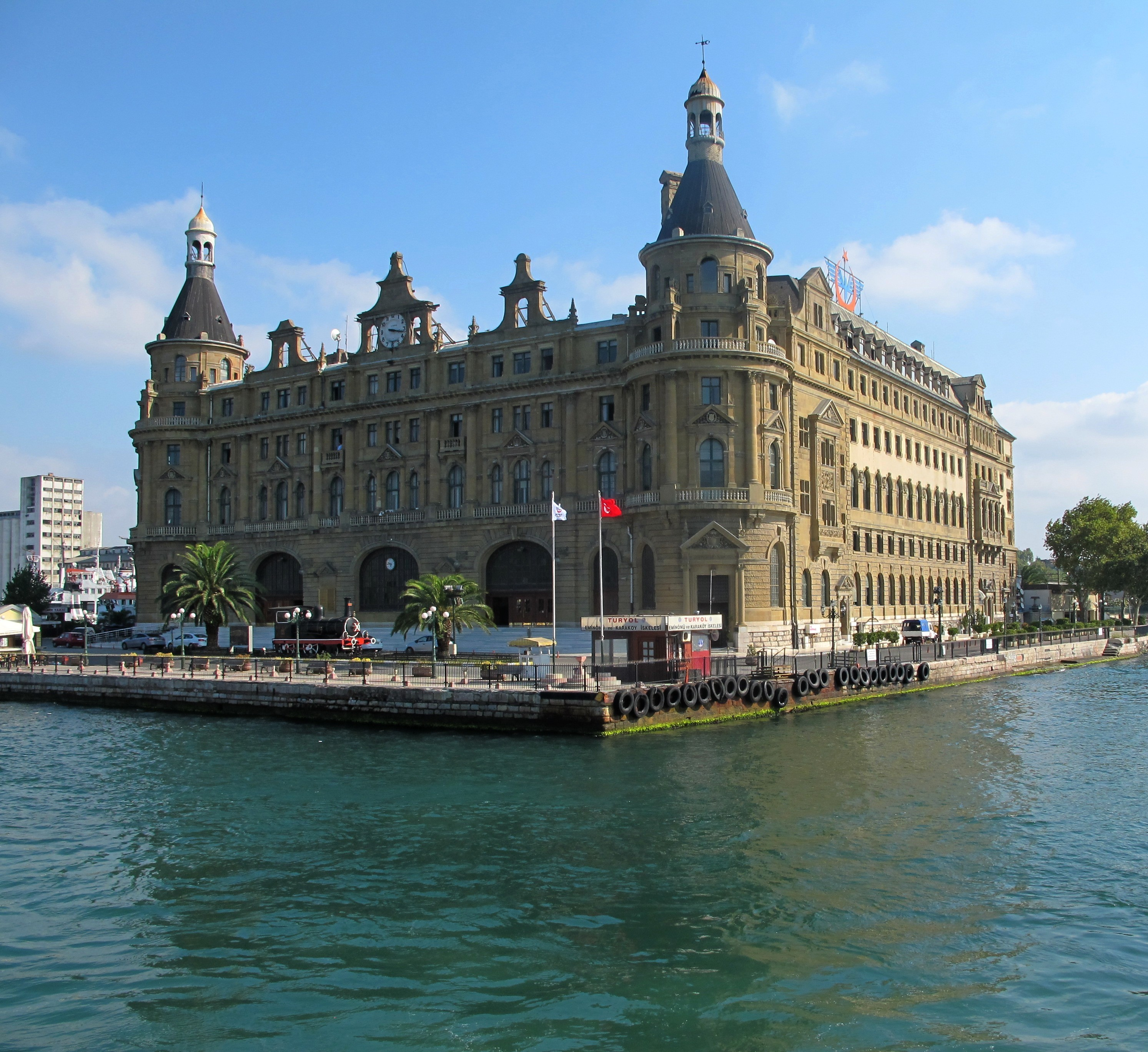
نمایی از ایستگاه قطار حیدرپاشا
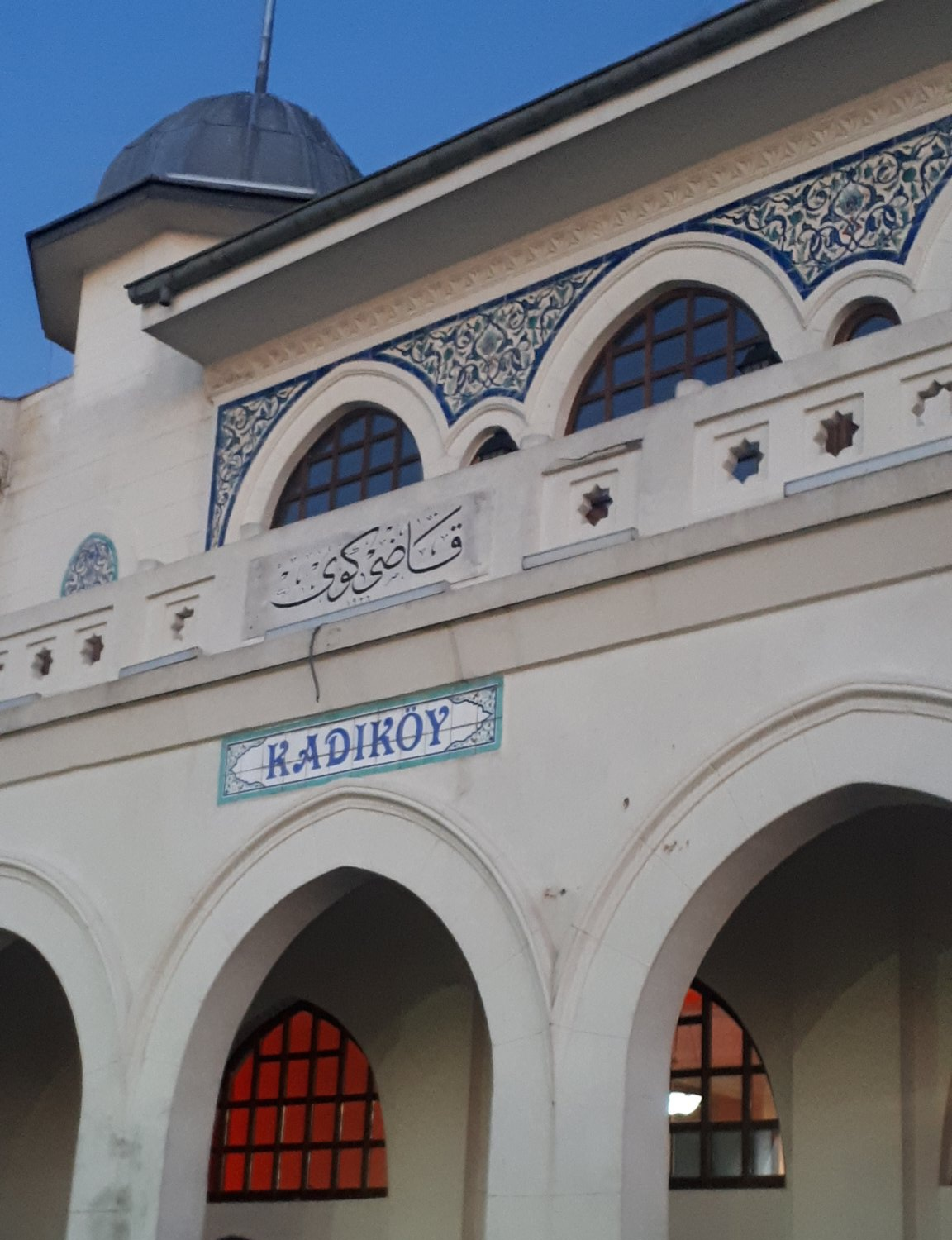